# Michael Farrell (militant)
Pour les articles homonymes, voir Michael Farrell.
Michael Farrell (né en 1944) est un militant politique, avocat et écrivain nord-irlandais et irlandais. Figure majeure du Mouvement pour les droits civiques en Irlande du Nord, il fut un des leaders du groupe People's Democracy de sa création en 1969 jusqu'à la fin des années 1970. Il est aujourd'hui membre de la Commission européenne contre le racisme et l'intolérance et du Conseil d'État irlandais.

## Biographie
Michael Farrell étudie à l'Université Queen's de Belfast et à l'Université de Strathclyde. Initialement membre trotskiste du Parti travailliste, il s'engage dans le mouvement pour les droits civiques en Irlande du Nord à la fin des années 1960. Le 9 octobre 1968, il prend part à la fondation du groupe People's Democracy, une organisation d'étudiants d'extrême-gauche créée en réaction aux violences de la police royale de l'Ulster perpétrées contre des manifestants à Derry le 5 octobre.
Il se porte candidat lors des élections du Parlement d'Irlande du Nord de 1969 dans la circonscription du Bannside mais arrive en troisième position derrière Terence O'Neill, à l'époque premier ministre, et Ian Paisley. Farrell devient ensuite membre de l'exécutif de la Northern Ireland Civil Rights Association (NICRA) mais sera interné sans procès pour six semaines en août 1971 lors de l'Opération Demetrius qui visait à arrêter les cadres des organisations paramilitaires républicaines. Il est emprisonné à nouveau en 1973 mais avec un autre co-détenu, Tony Canavan, il organise une grève de la faim pour demander le statut de prisonnier politique. Après 34 jours de grève, ils seront finalement relâchés par les autorités.
Dans les années 1970 et 1980, ils organisent plusieurs campagnes politiques dont celle pour la libération des Six de Birmingham, six républicains nord-irlandais condamnés à perpétuité à tort et qui ne seront finalement relâchés et indemnisés qu'en 1991. Il se démarque aussi en militant contre la forte censure politique qui sévit à l'époque en Irlande du Nord.
Après son départ pour Dublin, il devient solliciteur et sera aussi co-président de l'Irish Council for Civil Liberties de 1995 à 2001. Il sera aussi membre de l'Irish Human Rights Commission (la Commission Irlandaise des Droits de l'Homme) de 2001 à 2011, en ayant été réélu en 2006. Spécialiste du conflit nord-irlandais, il a aussi défendu en tant qu'avocat plusieurs dossiers judiciaires à la Cour européenne des droits de l'homme et au Comité des droits de l'homme des Nations-Unies. EN 2011, Farrell est nommé à la Commission européenne contre le racisme et l'intolérance puis en 2012 il est aussi nommé au Conseil d'État (Irlande).

## Œuvres publiées
- Northern Ireland: The Orange State (1976, Pluto Press)  (ISBN 0-902818-87-2)
- The Magill Book of Irish Politics (1981)  (ISBN 0-9507659-0-2)
- Arming the Protestants (1983)  (ISBN 0-86104-705-2)
- Sheltering the Fugitive (1986)  (ISBN 0-85342-750-X)
- Emergency Legislation: Apparatus of Repression (1986)  (ISBN 0-946755-12-4)
- Twenty Years On (1988)  (ISBN 0-86322-097-5)

## Sources et bibliographie
- Daniel Finn, One Man's Terrorist: A Political History of the IRA, Verso Books, 2019.